# دسميدية
دسميدية (الاسم العلمي: Desmidiaceae) هي فصيلة من الطحالب الخضراء تتبع رتبة الدسميديات من طائفة الطحالب الزيغنيمية.

## أجناس
- الدسميد
- النجيمية